# Physcomitrium longicolle
Physcomitrium longicolle är en bladmossart som beskrevs av Trabut 1922. Physcomitrium longicolle ingår i släktet huvmossor, och familjen Funariaceae. Inga underarter finns listade i Catalogue of Life.